# 扎圖林 (皮德海齊區)
49°10′48″N 25°3′56″E / 49.18000°N 25.06556°E
扎圖林（烏克蘭語：Затурин），是烏克蘭的村落，位於該國西部捷爾諾波爾州，由捷尔诺波尔区負責管轄，面積13.9平方公里，海拔高度250米，2001年人口182，人口密度每平方公里13.1人。